# Verlag Lafite
Der Verlag Lafite für Musikbücher und -medien veröffentlicht exemplarische Arbeiten wie Reihenpublikationen zu Komponisten, Interpreten und insbesondere der Musikwissenschaft im Kontext österreichischer Kulturpolitik wie in europäischem Austausch.

## Familienbetrieb
Geleitet wird der Verlag von Marion Diederichs-Lafite und von Joachim Diederichs. Gegründet wurde der Verlag 1962 von Elisabeth Lafite mit Konzession der Wiener Landesregierung und in der Rechtsform als Gesellschaft 1966 erweitert.

## Von der Zeitschrift zum Verlag
Die Notwendigkeit zur Gründung entstand aus dem Bedarf, zur modernen Musik eine breite Basis guter Kooperation in Wien aufzubauen. Zur „Expo“ in Brüssel konnte die Österreichische Musikzeitschrift programmatische Kurse mitbetreuen sowie als Sonderheft Österreichische Musik bei der Weltausstellung edieren. In Folgejahren 1959/60 beantragte die Redaktion die Gründung eines „Österreichisches Musik-Informations-Zentrum“ aller Medienarten zur nationalen Dokumentation und zwischenstaatlichem Austausch. Aber realisiert werden konnten zunächst in eigener Regie „Sonderbände“ in einer Übergangsphase 1960–62 zu besonderen Anlässen als Verlag Österreichische Musikzeitschrift: Leben und Werk des Schweizer Komponisten Frank Martin durch Rudolf Klein, der weitsichtig dann die Gegenwarts-Dokumentation Die Wiener Schule herausgab sowie sich für Sternstunden im Theater an der Wien als Rückschau zur Wiedereröffnung langfristig einsetzte. Leitbild waren Musik-Dokumentationen des mit den Verantwortlichen befreundeten Otto Erich Deutsch. Die beiden Voraussetzungen von fundiert weitgespannten Erfahrungen und der Finanzierung aus öffentlichem Interesse gaben so die Grundlage, außerhalb des Betriebs der Zeitschrift, noch eine Firma zum Ausbau der Musik zweckdienlich zu beginnen. 1994 werden in Corporate Identity beide Firmen durch den Begriff „Musikzeit“ zu gemeinsamer Präsenz verbunden.

## Publikationsreihen
Der Verlag Lafite begriff als eigene Aufgabe, wissenschaftlich Musikdokumentationen zentral für die Gegenwart zu starten durch Publikation von ersten wissenschaftlichen Studien bis zum Informationskatalog als Handbuch. Es ging um Anschaulichkeit mit reichem, sorgfältig ausgewähltem Bildmaterial, um in der Fülle des Materials jene kondensierte Form zu gewinnen, die Vollständigkeit und Konzentration auf das Wesentliche garantiert.
Modern-repräsentativ entstand als Rückgrat die Reihe Komponisten des XX. Jahrhunderts. Zunächst berücksichtigte sie Komponisten, denen der „Große Staatspreis“ zugesprochen wurde, daraufhin das Schaffen der politisch Vertriebenen, der Verbleibenden oder vom Exil zurückgekehrten Künstler – so erwuchs die Reihe von Monographien zu Leben wie Werk mit informativen Verzeichnissen. Zum Vertrieb kooperierte der naheliegende Verlag ÖBV. Danach in den 90er-Jahren wurde die Edition weiterentwickelt zu Komponisten unserer Zeit. Globale Rezensionen erlangten die Bücher von Theodor W. Adorno zu Alban Berg als „Meister des kleinsten Übergangs“, György Ligeti: jenseits von Avantgarde und Postmoderne von Constantin Floros oder die Schriften von Friedrich Cerha Ein Netzwerk.
Durch Allianz mit den Musikhochschulen entstanden ab 1967 weitere Publikationen, von der Reihe Grundlagen Harmonikaler Forschung von Hans Kayser, Josef Mertin Aufführungspraxis Alter Musik, zu Kunstgesang und Musikerziehung von Hans Sittner bis zur aktuellen Arbeit an jeweiligen Institutionen – auf Rat der Rektoren in Wien wie Graz. Einzelnes wurde im Fremdsprachenmarkt übersetzt, Erstpublikationen von Theodor W. Adorno wie Bände des „österreichischen Adorno“ Harald Kaufmann, der an der Grazer Musikhochschule lehrte, fanden sofort internationale Resonanz.

## Schwerpunkt „Wiener Schule“
1974 startete die Publikationsreihe zu Arnold Schönberg mit drei wegweisenden Kongressen, die der Musikwissenschaftler Rudolf Stephan als Editor und zudem Präsident der gemeinsam gegründeten „Internationalen Schönberg-Gesellschaft“ geistig tiefgreifend prägte. In Fortsetzung erschienen Bände mit ausgezeichneten Forschungen jüngerer Musikwissenschaftler, den Blick auf die Geisteslage im damaligen Wien ausweitend.
Als neue Reihe ab 2012 ediert der Verlag Lafite Webern-Studien zur begleitenden Dokumentation und Diskussion im Kontext der Anton-Webern-Gesamtausgabe, die an der Universität Basel (Simon Obert und Matthias Schmidt) erarbeitet wird und an der Österreichischen Akademie der Wissenschaften in Wien eine weitere Arbeitsstelle unterhält.

## Publikationsmedien
1994 begann eine Erweiterungsphase. Der Verlag investierte in Technologie für Herstellung und Vertrieb, baute sowohl die multimediale Produktion aus und erarbeitete elektronische Publizieren, auch für unterschiedliche Formate. So wurden die Gesamten Schriften des Komponisten Josef Matthias Hauer 2003 elektronisch zugänglich, um dann angereichert durch Faksimiles, Bild und Ton, in erweiterter Ausgabe als DVDrom neue Maßstäbe zu setzen. Der Anspruch bleibt, zu Komponisten-Persönlichkeiten bzw. Themen, denen nachhaltiges Interesse zukommen soll, anschauliche Dokumente weithin zu veröffentlichen.

## Aktuelle Publikationsreihen
- Komponisten unserer Zeit (ab 1964, zuvor des XX. Jahrhunderts)
- Publikationen der Wiener Musikhochschule (1967–86, f.)
- Harmonikale Grundlagenforschung (1968–80, f.)
- Publikationen der Internationalen Schönberg-Gesellschaft (ab 1978)
- Webern-Studien (ab 2012)